# Jakowlew Jak-130
Die Jakowlew Jak-130 (russisch Яковлев Як-130, NATO-Codename Mitten) ist ein zweisitziges zweistrahliges Schul- und leichtes Kampfflugzeug aus Russland.

## Geschichte und Konstruktion

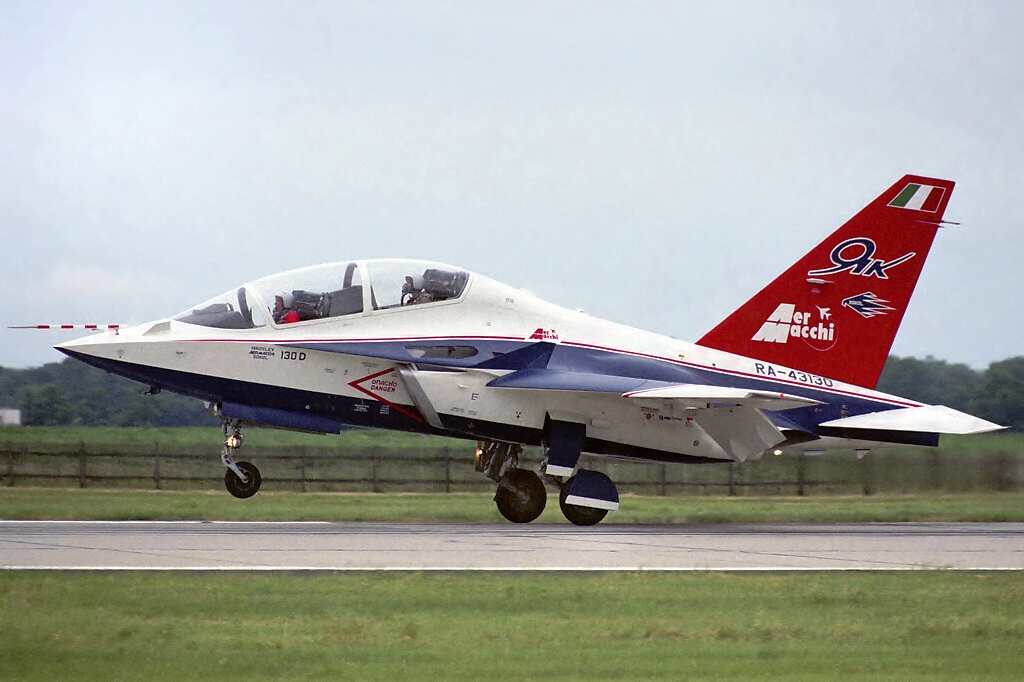
Erster Prototyp (RA-43130), Bratislava 1999

Für die Nachfolge des damals in die Jahre gekommenen tschechischen Schulflugzeugs Aero L-39 (Produktionszeit 1968–1999) bei den sowjetischen Luftstreitkräften wurde im Jahre 1991 eine Spezifikation an verschiedene sowjetische Konstruktionsbüros ausgegeben. Mit der neuen Maschine sollten die wichtigsten Flugmanöver der Einsatzmuster Mikojan-Gurewitsch MiG-29 und Suchoi Su-27 geschult werden können, was eine extreme Manövrierfähigkeit voraussetzt. Gleichzeitig sollte die Maschine kostengünstig sein.
Bei Jakowlew entstand daraufhin eine recht ungewöhnliche Konstruktion, bei der die Flügelwurzel bis zum Bug vorgezogen wurde. Die beidseitigen Lufteinläufe wurden ebenfalls sehr weit vorgezogen und befanden sich unter der Flügelwurzel unterhalb des vorderen Cockpits. An den Enden der Trapeztragflächen sollten sich Winglets mit V-Stellung befinden. Als Antrieb waren zwei Triebwerke des Typs Iwtschenko AI-25 vorgesehen, das auch in der L-39 eingebaut wurde.
In der Folgezeit wurde dieser Entwurf bearbeitet. Die Flügelwurzel wurde weniger weit nach vorne, nur knapp bis zum vorderen Cockpit, vorgezogen, und die Lufteinläufe begannen erst unmittelbar nach dem hinteren Cockpit. Wie die Mikojan-Gurewitsch MiG-29 besitzt die Jak-130 ein Klappensystem an den Lufteinläufen, bei dem während der Startphase die eigentlichen Lufteinläufe geschlossen werden und die Luftzufuhr über Klappen auf der Oberseite der Lufteinläufe erfolgt. Die Tragflächen sind als deltaähnliche Pfeilflügel mit Sägezahnvorderkante mit Hochauftriebshilfen ausgeführt. Ebenfalls mit Sägezahnvorderkante versehen sind die als Pendelruder ausgelegten Höhenleitwerke. Unter den Tragflächen befinden sich je drei Pylone, an denen verschiedene Waffen mitgeführt werden können. Der Antrieb sollte aus zwei je 2200 kgf leistenden RD-36-35 bestehen, die durch ein vollständig digitales FADEC (Triebwerksmanagement) kontrolliert werden. Endgültig wurden in die Maschinen dann aber Iwtschenko Progress AI-222-25 (hergestellt von „Saljut“ in Moskau) mit je 24,5 kN Schub eingebaut. Die Flugsteuerung erfolgt über ein vierfach redundantes Fly-by-Wire-(FBW)-System mit variabel programmierbarer Längsstabilität (0–10 %). Das in Tandemanordnung eingerichtete Cockpitpaar verfügt über Null-Null-Schleudersitze vom Typ Swesda K-93 und jeweils drei Multifunktionsbildschirme. Das vordere Cockpit ist auch mit einem Head-Up-Display ausgestattet. Durch die Ausrüstung mit einer Hilfsgasturbine und einem Sauerstoffgenerator ist ein Betrieb unabhängig von Bodengeräten möglich.
An dem Wettbewerb nahmen die Entwürfe Jakowlew Jak-130, Mikojan-Gurewitsch MiG-AT, Mjassischtschew M-200 und Suchoi S-54 teil. In die engere Auswahl kamen ab Juli 1992 nur noch die Jak-130 und die MiG-AT. Die Jak-130 wurde im Mai 1994 wegen ihrer besseren Leistungen ausgewählt.
Im Jahr 1993 wurde die italienische Firma Aermacchi Partner in dem nun als Yak/AEM-130 bekannten Programm. 1994 wurde der erste Demonstrator Jak-130D fertig, der im Mai 1995 seinen Rollout hatte. Die Jak-130 wurde auf dem Aérosalon 1995 in Le Bourget erstmals im Westen gezeigt. Am 25. April 1996 startete der erste Prototyp (Registrierung RA-43130) gesteuert von Andreij Sinitsin in Schukowski zu seinem Erstflug.
Die russisch-italienische Zusammenarbeit war jedoch nicht von langer Dauer. Beide Firmen beendeten im Jahre 2000 ihre Partnerschaft aufgrund von Differenzen über die künftige Entwicklung. Jakowlew betreibt das Jak-130-Programm alleine weiter. Aermacchi entwickelte die M-346, die der Jak-130 zum Verwechseln ähnlich sieht, jedoch für den westlichen Markt vorgesehen ist. Aermacchi zahlte an Jakowlew für die Hilfe 77 Mio. Euro.
Diverse Verzögerungen unter anderem aus Geldmangel bewirkten, dass im Juni 2001 der Generaldirektor Oleg Demtschemko ankündigte, ab 2003 zwei Vorserienflugzeuge und zwei statische Testzellen auf eigene Kosten herstellen zu wollen. Am 16. März 2002 bestellten die russischen Luftstreitkräfte offiziell die Maschine, so dass das Projekt weitergeführt werden konnte. Die erste Vorserienmaschine wurde im Juni 2003 auf der Paris Air Show gezeigt und der Erstflug erfolgte am 30. April 2004. Der Absturz des dritten Prototyps der Jak-130 im Juli 2006 (nur vier Monate nach dessen Erstflug) infolge eines Softwarefehlers im Fly-By-Wire-System verzögerte die Zulassung durch die russischen Luftstreitkräfte bis zum November 2007. Das erste Serienmuster hatte am 19. Mai 2009 seinen Erstflug. Seitdem werden die Flugzeuge an die russischen Luftstreitkräfte ausgeliefert. Ein Exemplar stürzte am 29. Mai 2010 ab.
Die erste kampffähige Variante der Jak-130 absolvierte ihren Jungfernflug am 21. August 2009. Es handelt sich dabei um eine zweisitzige Jak-130, die an insgesamt neun Aufhängungen bis zu 3000 kg Außenlasten tragen kann. Diese Variante wurde von der Irkut Corporation für den Exportmarkt entwickelt. Algerien war im März 2006 der erste Kunde mit einer Bestellung von 16 Maschinen, die Anfang 2010 ausgeliefert werden sollten. Tatsächlich wurden die ersten drei erst im November 2011 geliefert, also nach dem Arabischen Frühling.
Die russischen Luftstreitkräfte übernahmen im März 2010 die erste der bis 2015 geplanten 62 Maschinen.

## Weiterentwicklung

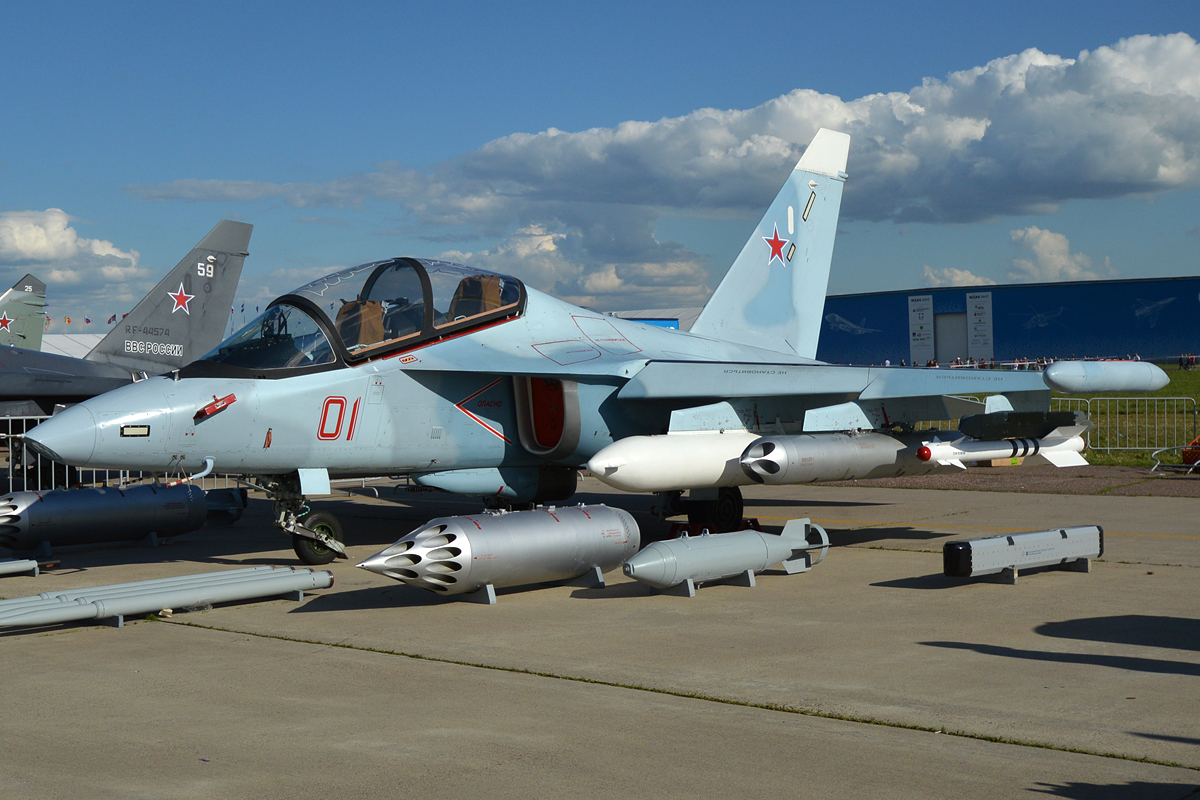
Leichtes Angriffsflugzeug Jak-131, MAKS 2017

Das OKB Jakowlew plant, die Trainer-Grundversion Jak-130 zu folgenden Derivaten weiterzuentwickeln:
- Marine-Trainingsflugzeug
- Jak-131: leichtes Angriffsflugzeug
- Jak-133: leichtes Jagdflugzeug
- Jak-133IB: leichter Jagdbomber
- Jak-133R: Aufklärungsflugzeug
- Jak-133PP: Flugzeug zur elektronischen Kriegführung
- unbemannte Angriffsdrohne
- Flugzeugträgerausführung der Jak-130 mit verstärktem Fahrwerk und Fanghaken, vorgeschlagen als kostengünstigere Ablösung der Su-25UTG
- Jak-135: VIP-Flugzeug mit 4 Plätzen, ähnlich wäre eine flugzeugträgertaugliche Ausführung als Personen- und Kleinfrachtflugzeug für Versorgungsflüge auf Flugzeugträger denkbar.[7][8]

Das OKB Jakowlew unterstützte die Entwicklung der chinesischen Hongdu L-15. Diese basiert zum großen Teil auf der Jak-130, Hauptunterschied sind chinesische Triebwerke mit Nachbrenner.

## Nutzer
AlgerienAlgerische Luftstreitkräfte
16 × Jak-130
 BangladeschLuftstreitkräfte von Bangladesch
16 × Jak-130 (16 bestellt); Bestellung von 24 auf 16 gekürzt; Auslieferung der ersten 6 am 22. September 2015, bis Jahresende 8 weitere, 2016 der Rest. 3 Abstürze im 2017 und ein Absturz 2024.
 BelarusBelarussische Luftstreitkräfte
8 × Jak-130
 IranIranische Luftwaffe
24 bestellt, wovon die ersten zwei im September 2023 geliefert worden sind.
 LaosLaotische Streitkräfte
10 bestellt, 4 × Jak-130 im Einsatz.
 Myanmar
6 × Jak-130 (Zulauf von weiteren 6 vorgesehen für 2018)
 RusslandRussische Luftstreitkräfte
95 × Jak-130
 VietnamVietnamesische Luftstreitkräfte
12 × Jak-130 (bestellt 2019), 1 ausgeliefert

### Stornierte Bestellungen
LibyenLibysche Luftstreitkräfte
6 × Jak-130 bestellt, durch den nationalen Übergangsrat im Zuge einer Revision sämtlicher Rüstungsverträge im September 2011 storniert.
 SyrienSyrische Luftstreitkräfte
36 × Jak-130 bestellt, später storniert. Einsatz in Syrien bestätigt für den 4. und 28. Juli 2019

## Zwischenfälle
- Während der Flugerprobung stürzte am 29. Juli 2006 in der Oblast Rjasan eine Jak-130 aufgrund eines Fehlers in der Flugsteuerung ab. Beide Besatzungsmitglieder konnten sich mit dem Schleudersitz retten.[28]
- Am 22. Mai 2010 stürzte eine Jak-130 in Lipezk kurz nach dem Start ab. Auch hier konnten sich beide Besatzungsmitglieder retten.[29]
- Am 15. April 2014 stürzte eine Jak-130 bei Astrachan wegen Triebwerksausfall ab. Beide Piloten katapultierten sich mit dem Schleudersitz aus der Jak-130, aber einer kam dabei ums Leben.[30]
- Bei einem Trainingseinsatz stürzte im September 2017 in der Region Woronesch nahe der Stadt Borissoglebsk eine Jak-130 ab. Die beiden Piloten konnten sich retten.[31]
- Am 19. Mai 2021 stürzte eine Jak-130 der Belarussischen Luftstreitkräfte bei einem Trainingsflug in der Nähe von Baranowitschi ab. Die beiden Piloten, die noch versucht hatten, die Maschine von bewohnten Gebieten wegzusteuern, kamen dabei ums Leben.[32][33]
- Am 9. Mai 2024 stürzte eine Jak-130 der Luftstreitkräfte Bangladeschs nach einer tiefen Rolle über dem Flugplatz infolge Bodenkontakts ab. Beide Piloten katapultierten sich mit dem Schleudersitz. Einer der Piloten, Staffelführer (Squadron Leader) Asim Jawad, starb später im Krankenhaus.[34] Im 2017 waren schon drei Flugzeuge abgestürzt.[35]

## Technische Daten

Dreiseitenriss

| Kenngröße             | Daten                                                           |
| --------------------- | --------------------------------------------------------------- |
| Besatzung             | 1 + 1                                                           |
| Länge                 | 11,49 m                                                         |
| Spannweite            | 9,72 m                                                          |
| Höhe                  | 4,76 m                                                          |
| Flügelfläche          | 23,52 m²                                                        |
| Flügelstreckung       | 4,0                                                             |
| Leermasse             | 4.600 kg                                                        |
| Startmasse            | max. 10.290 kg / normal 7.230 kg                                |
| Treibstoffvorrat      | 1.750 kg intern und 2 × 450 kg extern                           |
| Höchstgeschwindigkeit | 1.060 km/h                                                      |
| Dienstgipfelhöhe      | 12.500 m                                                        |
| Reichweite            | 1.600 km mit internem Kraftstoff, 2.300 km mit zwei Zusatztanks |
| Steiggeschwindigkeit  | max. 75 m/s                                                     |
| Startgeschwindigkeit  | 200 km/h                                                        |
| Landegeschwindigkeit  | 180 km/h                                                        |
| Startrollstrecke      | 400 m                                                           |
| Landerollstrecke      | 650 m                                                           |
| Anstellwinkel         | max. 40°                                                        |
| Lastvielfache         | +8g, –3g                                                        |
| Triebwerke            | zwei Iwtschenko Progress AI-222-25, hergestellt von Saljut      |
| Schub                 | je 24,5 kN                                                      |

## Bewaffnung
Zuladung bis zu 3.000 kg an neun Außenlastträgern
Luft-Luft-Lenkflugkörper
- 4 × P-12-1-D-Startschienen für je 1 × GosMKB Wympel R-73E (AA-11 „Archer“) – infrarotgesteuert für Kurzstrecken

Gelenkte Bomben
- 4 × GNPP/Basalt KAB-500Kr (fernsehbild-gelenkte 500-kg-Sprengbombe)

Ungelenkte Luft-Boden-Raketen
- 4 × B-8M1-Raketen-Rohrstartbehälter für je 20 × ungelenkte S-8-Luft-Boden-Raketen; Kaliber 80 mm
- 4 × B-13L-Raketen-Rohrstartbehälter für je 5 × ungelenkte S-13-Luft-Boden-Raketen; Kaliber 122 mm
- 4 × PU-O-25-Raketen-Startbehälter für eine ungelenkte S-25-OFM-Luft-Boden-Rakete; Kaliber 340 mm

Freifallende Bomben
- 4 × Basalt FAB-500M-62 (500-kg-Freifallbombe)
- 4 × Basalt RBK-500 (500-kg-Streubombe)
- 4 × Basalt SB-500SchM (317-kg-Brandbombe)[37]
- 4 × Basalt FAB-250M-54 (234-kg-Freifallbombe)
- 4 × RBK-250-275 (275-kg-Streubombe)
- 4 × Basalt FAB-100 (100-kg-Freifallbombe)
- 4 × Basalt FAB-50 (50-kg-Freifallbombe)

Externe Behälter
- 1 × Kanonenbehälter SNPU-130 (Variante des UPK-23-250 mit einer GSch-23L-Maschinenkanone mit 250 Schuss Munition) rumpfkonform an der Rumpfstation
- 2 × Basalt KMGU-2 (270-kg-Submunitionsbehälter für Kleinbomben und Minen)
- 2 × abwerfbarer Zusatztank PTB-450 für 450 Liter Kerosin
- 2 × ECM-Störbehälter Defence Initiatives ADS „Talisman-NT“[38][39]